# Europs maculatus
Europs maculatus es una especie de coleóptero de la familia Monotomidae.

## Distribución geográfica
Habita en La Española y San Vicente y las Granadinas.